# Elektra (Schiff, 1910)
Die Elektra ist ein über hundert Jahre altes Passagierschiff mit Elektroantrieb.

## Geschichte
Die 1910 in Betrieb genommene elektrisch angetriebene Elektra war das erste Wasserfahrzeug, mit dem Rudolf Ippisch sich an der Linienschifffahrt auf dem Traunsee beteiligte. Es war das erste Passagierschiff mit Elektroantrieb auf dem See. In Rindbach wurde eine Ladestation für die Schiffsbatterien eingerichtet. Ippisch fuhr mit der verhältnismäßig kleinen Elektra nicht nur die großen Landestellen an und entwickelte sich so schnell zu einem ernst zu nehmenden Konkurrenten für John Ruston, der schon vor Ippisch Linienschiffe auf dem Traunsee eingesetzt hatte.
Die Elektra wurde 1968 an den Union Yacht Club Gmunden verkauft.